# 204-я авиационная бригада
204-я авиационная бригада (серб. 204. Bаздухопловна бригада) — авиационная бригада в составе ВВС и ПВО Сербии. Была сформирована в ходе реорганизации сербской армии 15 ноября 2006 года как 204-я авиабаза. В её состав вошли 204-й истребительный полк, 177-я авиабаза, 251-я и 252-я истребительно-бомбардировочные, 890-я вертолётная и 677-я транспортная эскадрильи. 15 декабря 2010 года была переименована в 204-ю авиабригаду. Дислоцируется на военном аэродроме Батайница.

## Роль бригады
Бригада предназначена для контроля и защиты воздушного пространства, огневой поддержки подразделений сухопутных войск, транспортировки по воздуху, воздушной разведки и подготовки кадетов.

## Командование и структура
День бригады отмечается 2 декабря — день формирования 204-го истребительного полка в 1949 году.
В состав бригады входят:
- 101-я истребительная эскадрилья «Витязи» (МиГ-29СМ)
- 138-я транспортная эскадрилья (Ан-26 и Ми-8Т)
- 252-я учебная эскадрилья[англ.] «Волки из Ушче» (СОКО Г-4 Супер Галеб и Ласта 95)
- 890-я смешанная вертолётная эскадрилья «Пегасы» (Ми-17В-5 и Aérospatiale SA341H)
- 177-й артиллерийско-ракетный батальон ПВО
- 24-й авиационный технический батальон
- 17-й батальон обеспечения аэродрома

На вооружении бригады стоят самолёты МиГ-29, Як-40, СОКО Г-4 Супер Галеб, Dornier Dо-28D2, вертолёты Aérospatiale Gazelle модификаций ХТ 40, ХН 42М, 45М и 47, ХО 42 и 45 и ХИ 42, зенитные орудия Bofors 40mm L 70.

## Командиры
- бригадный генерал Предраг Бандич
- бригадный генерал Бране Крняич[2]
- бригадный генерал Милан Эленков (с 4 апреля 2024)[3]

## Награды
- Орден Заслуги в обороне и безопасности III степени (2016)[4][5]